# 翠雅山房用作隔離營風波
翠雅山房用作隔離營風波是指於2020年2月1-4日在香港九龍荔枝角美孚新邨和周邊發生的風波和衝突。為針對2019冠狀病毒病疫情，政府將饒宗頤文化館內旅館「翠雅山房」改為隔離營，由於位置近民居及未有諮詢市民和區議員，繼而引起美孚新邨居民不滿。2月1日晚上，數百名美孚新邨居民在美孚巴士總站附近聚集、堵路，而防暴警察在屋苑平台範圍驅趕和圍捕聚集的市民，衝突中至少5人被拘捕，包括公民黨深水埗區議員暨深水埗區議會副主席伍月蘭。翌日，再有美孚新邨居民到從美孚站開始遊行抗議，入夜後再度有人堵路，警方驅散時，一名市民的頭部被打至受傷，防暴警察再次在屋苑平台範圍追捕聚集的市民。對此，政府表示該處將用作針對疫情的檢疫中心，認為該處位處山上，較遠離民居，又強調安排入住檢疫中心的人士為與確診患者有密切接觸及沒有任何病徵的人。

## 起因

### 被政府徵用作隔離設施
1月31日，網上流傳一張通告，指位於荔枝角的饒宗頤文化館的旅館「翠雅山房」將用作醫療用途，而入住的客人需要在2月3日前退房。

## 經過

### 1日

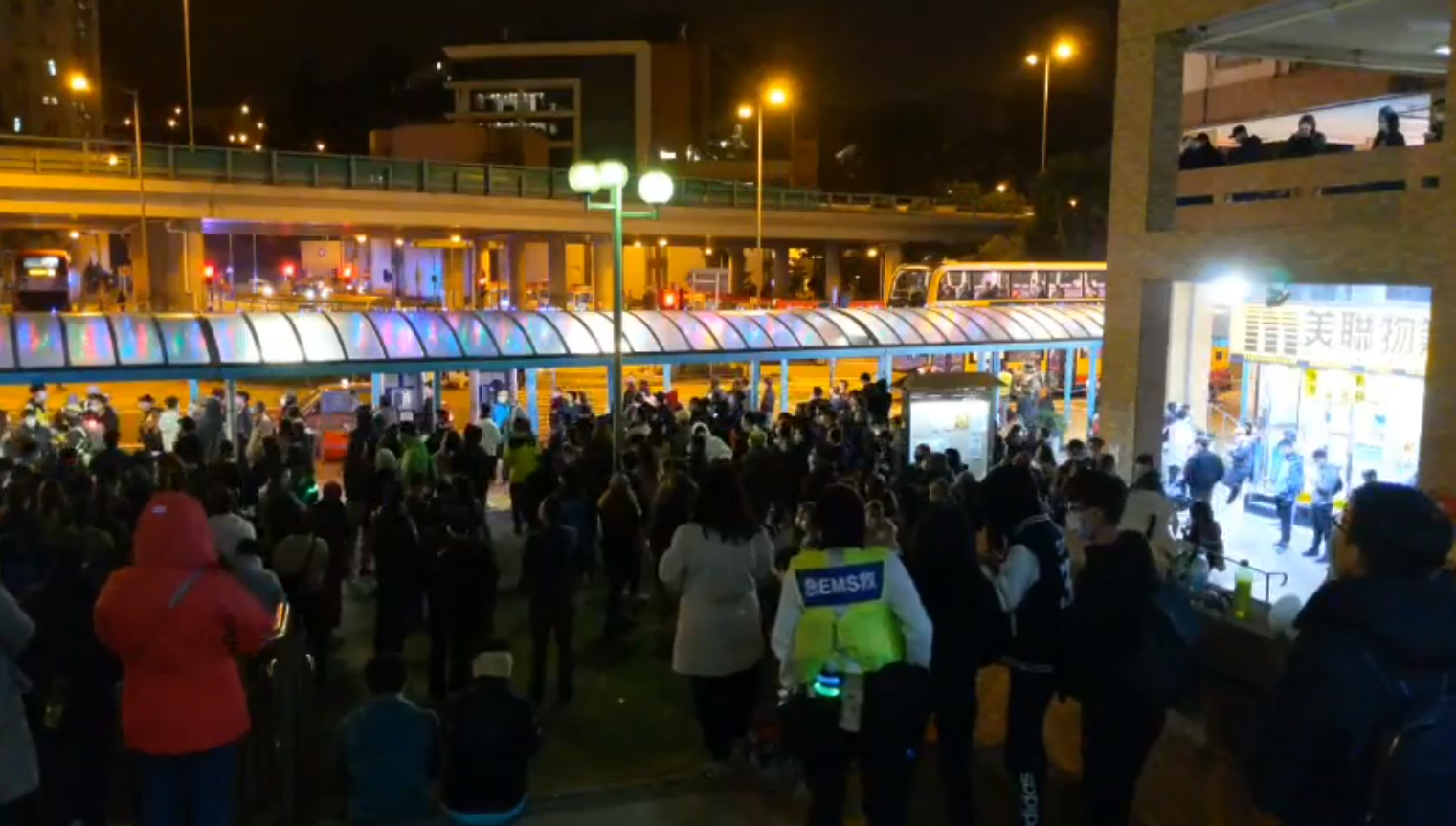
晚上10時，數百名美孚新邨居民在美孚巴士總站附近聚集

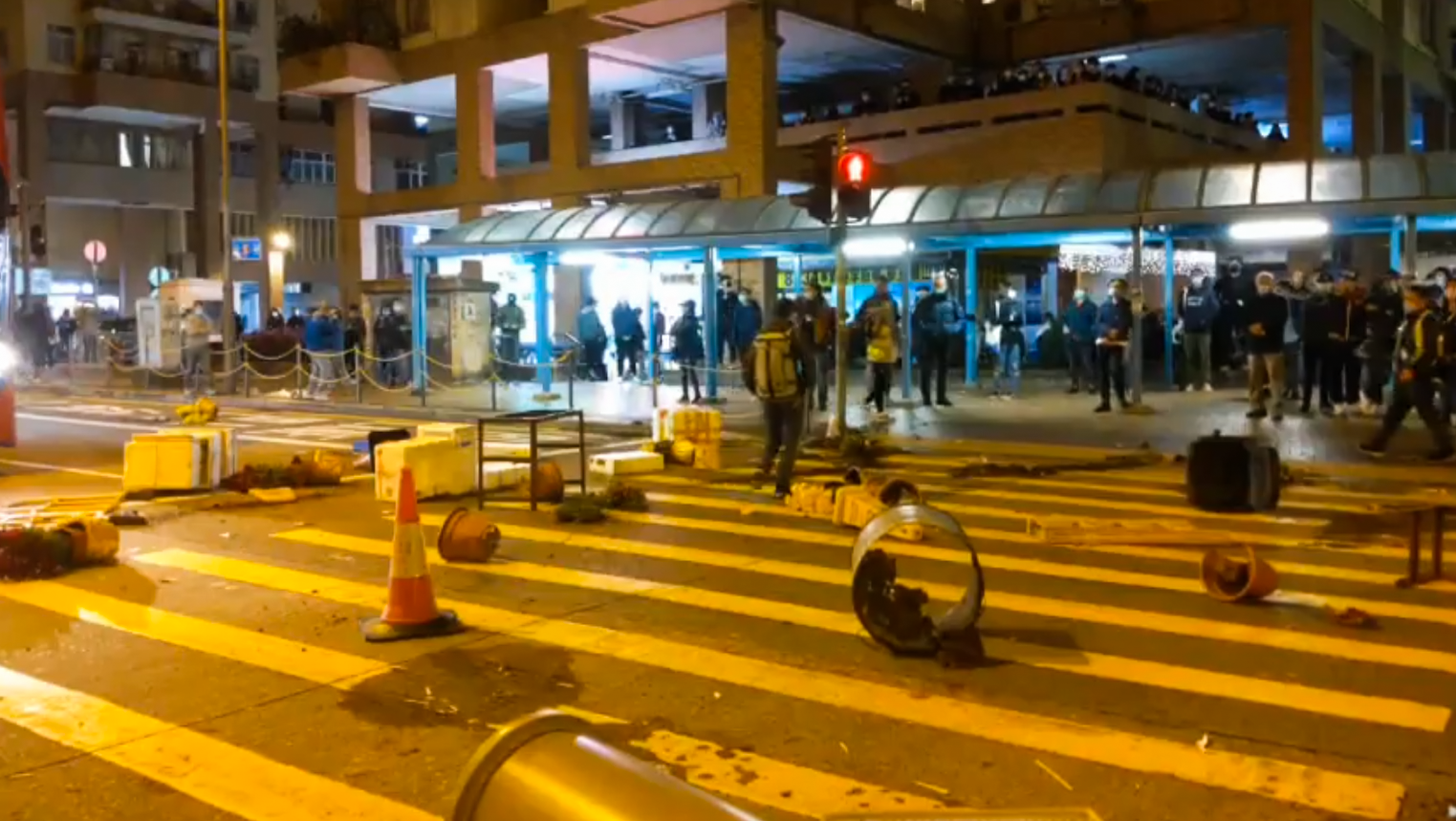
有人以垃圾筒等雜物堵塞馬路

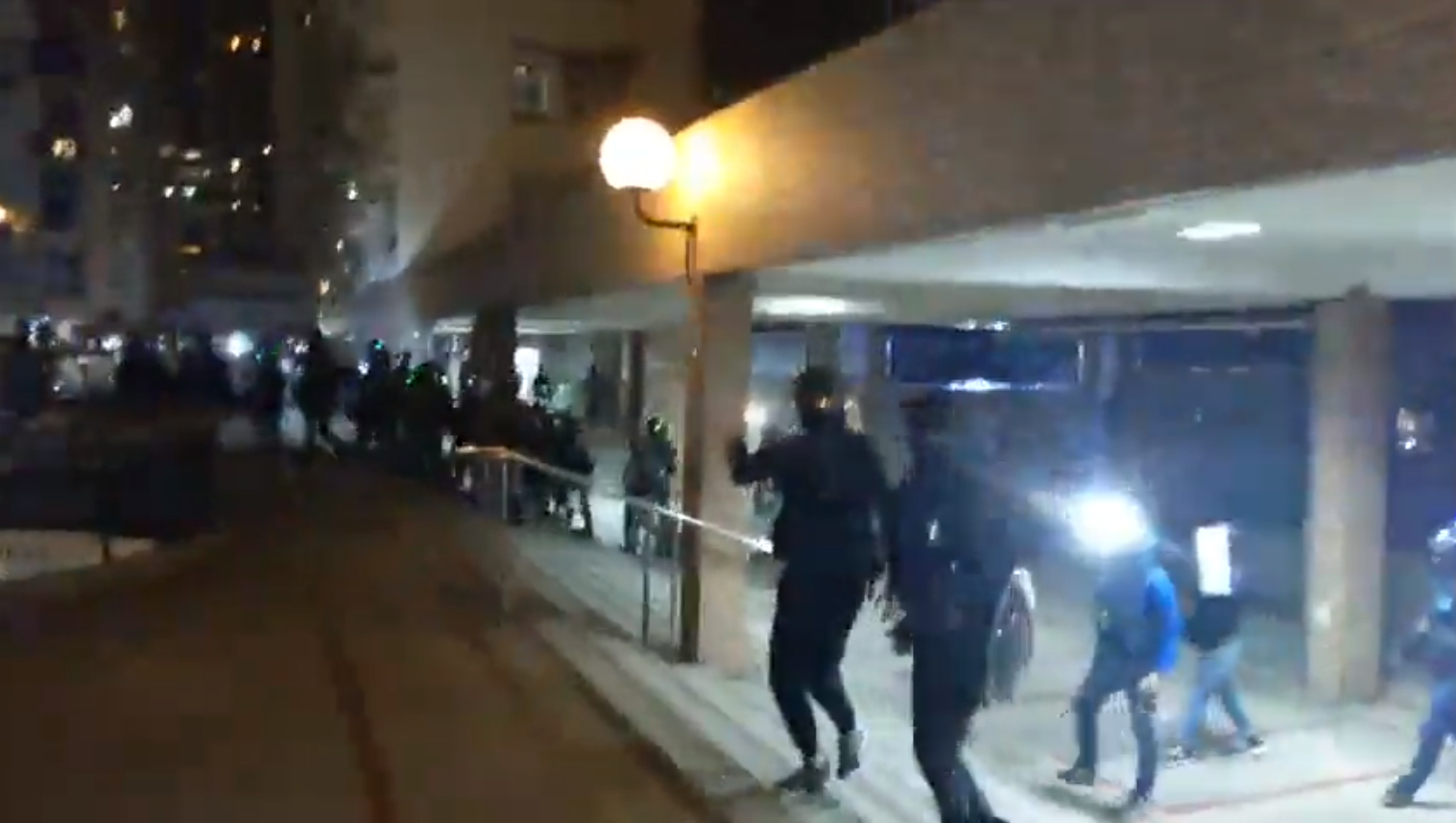
凌晨12點，大批防暴警察和速龍小隊成員跑上屋苑平台範圍驅趕聚集的市民

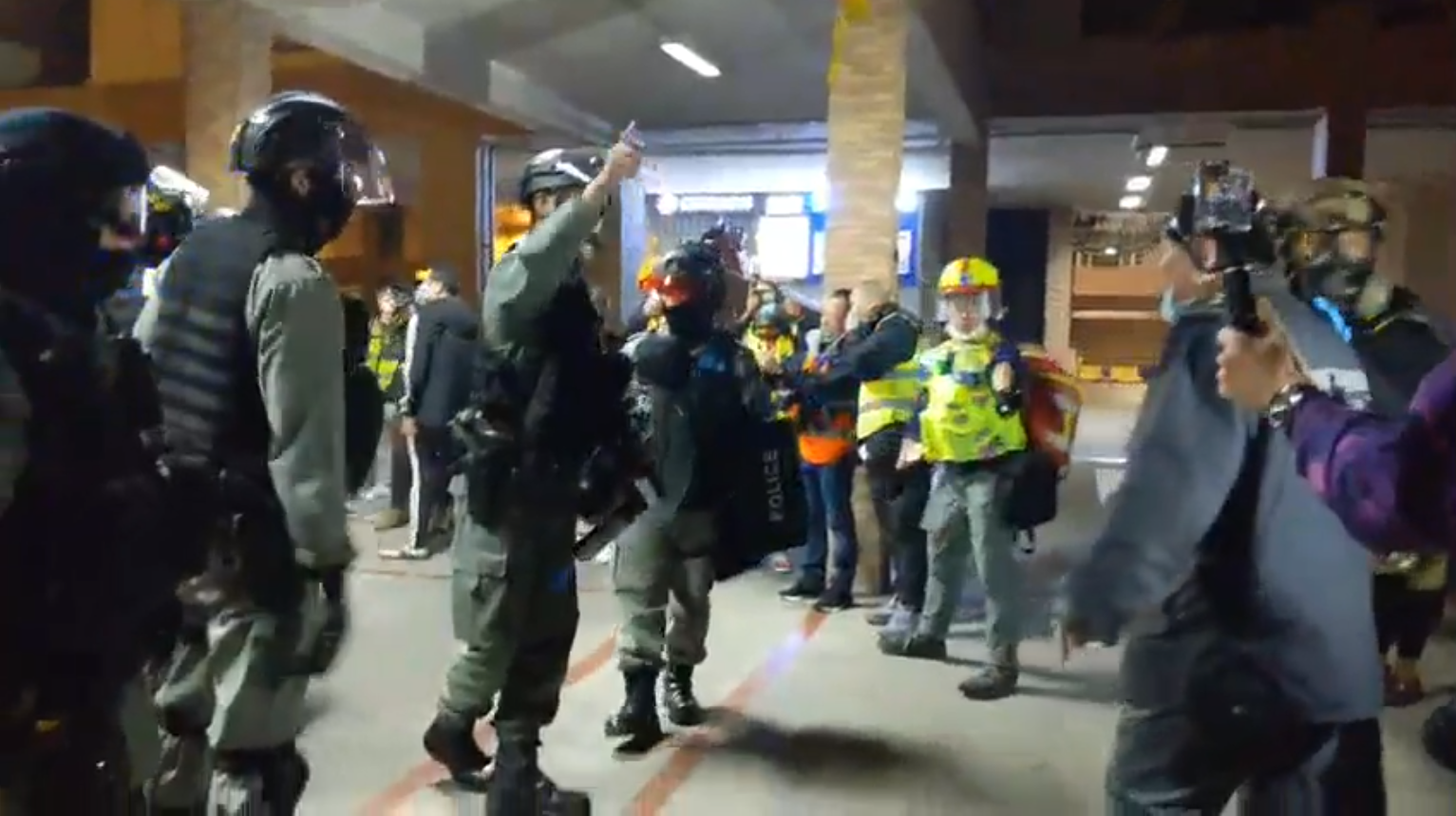
屋苑保安員同警員理論，要求警員離開，但被防暴警員警告要「保持距離」

2月1日下午，一批區議員和美孚新邨居民在萬事達廣場外召開居民大會反對建議，其後有百多人用了8分鐘步行到饒宗頤文化館外抗議。防暴警察一度到場，展示黃旗警告居民參與非法集會。區議員和警察交涉後，防暴警察上車撤退。而區議員表示不足3 小時內已經收到共5000人聯署反對計劃，星期日會繼續收集簽名抗議。
到晚上10時，數百名美孚新邨居民在美孚巴士總站附近聚集，其後有人以垃圾筒等雜物堵塞馬路和用噴漆噴在巴士的擋風玻璃位置。防暴警察之後到場清走街上雜物，警員與居民對峙。
到凌晨12點，防暴警察在美孚巴士總站旁舉藍旗警告後，便跑上屋苑平台範圍驅趕聚集的市民。有居民被噴胡椒噴劑不適，至少5人被制服和拘捕，包括公民黨深水埗區議員兼區議會副主席伍月蘭。而同屬深水埗區議員的黨友周琬雯查詢為何要進行拘捕時, 亦被警方的胡椒噴霧驅散及射中眼部。
防暴警員表示「區議員沒有特權」。百多名防暴警員在屋苑平台截查逗留的人士，並曾用電筒照射樓上住宅和舉起防暴槍。有居民不滿警員進入私人地方，而屋苑保安員同警員理論，要求警員離開，但被防暴警員警告要「保持距離」，事後接受媒體訪問時表示自己只是盡自己責任，不怕被噴、不怕被捕，「拉咪最多唔撈」。

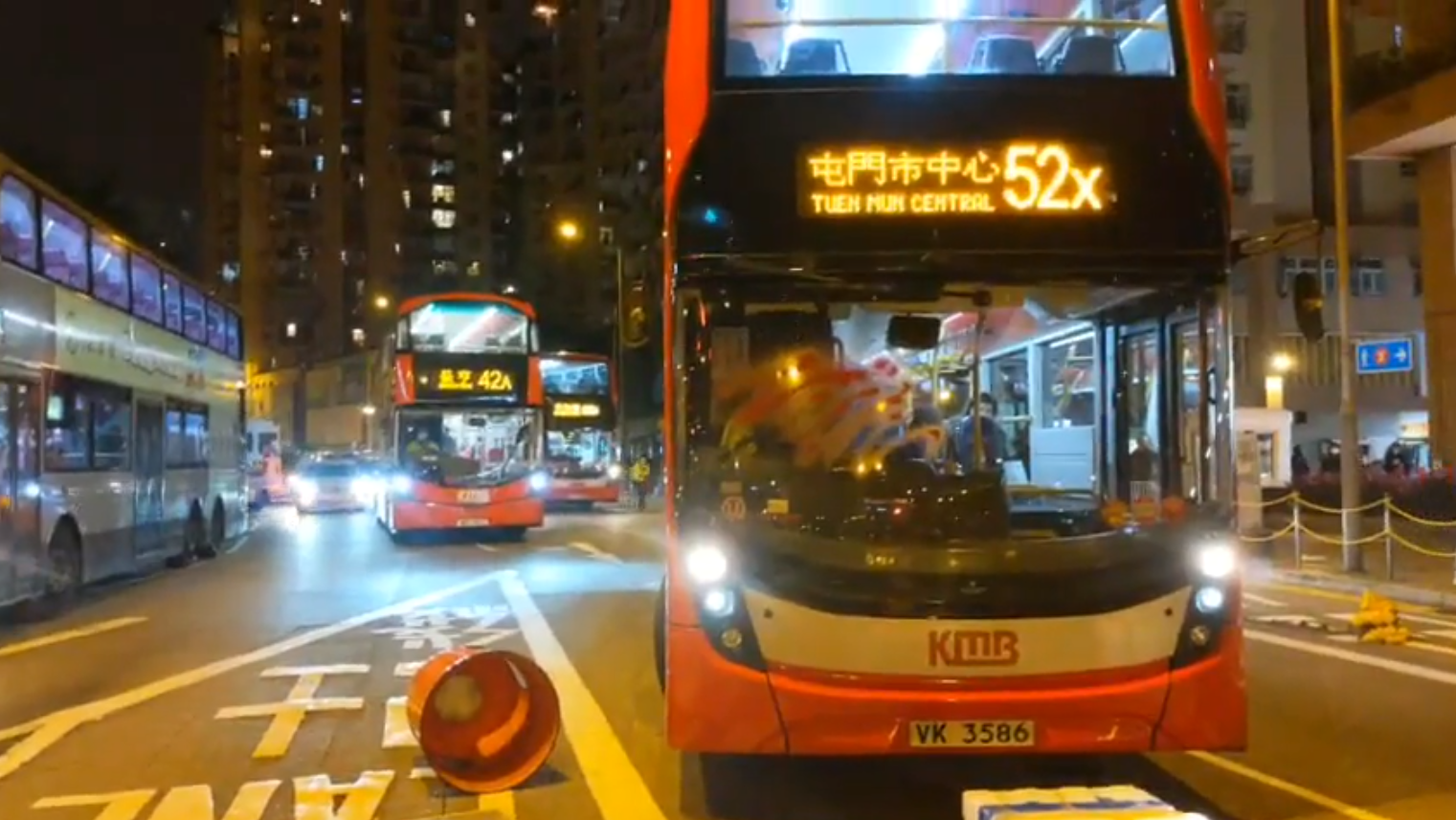
有人用噴漆噴在巴士的擋風玻璃位置
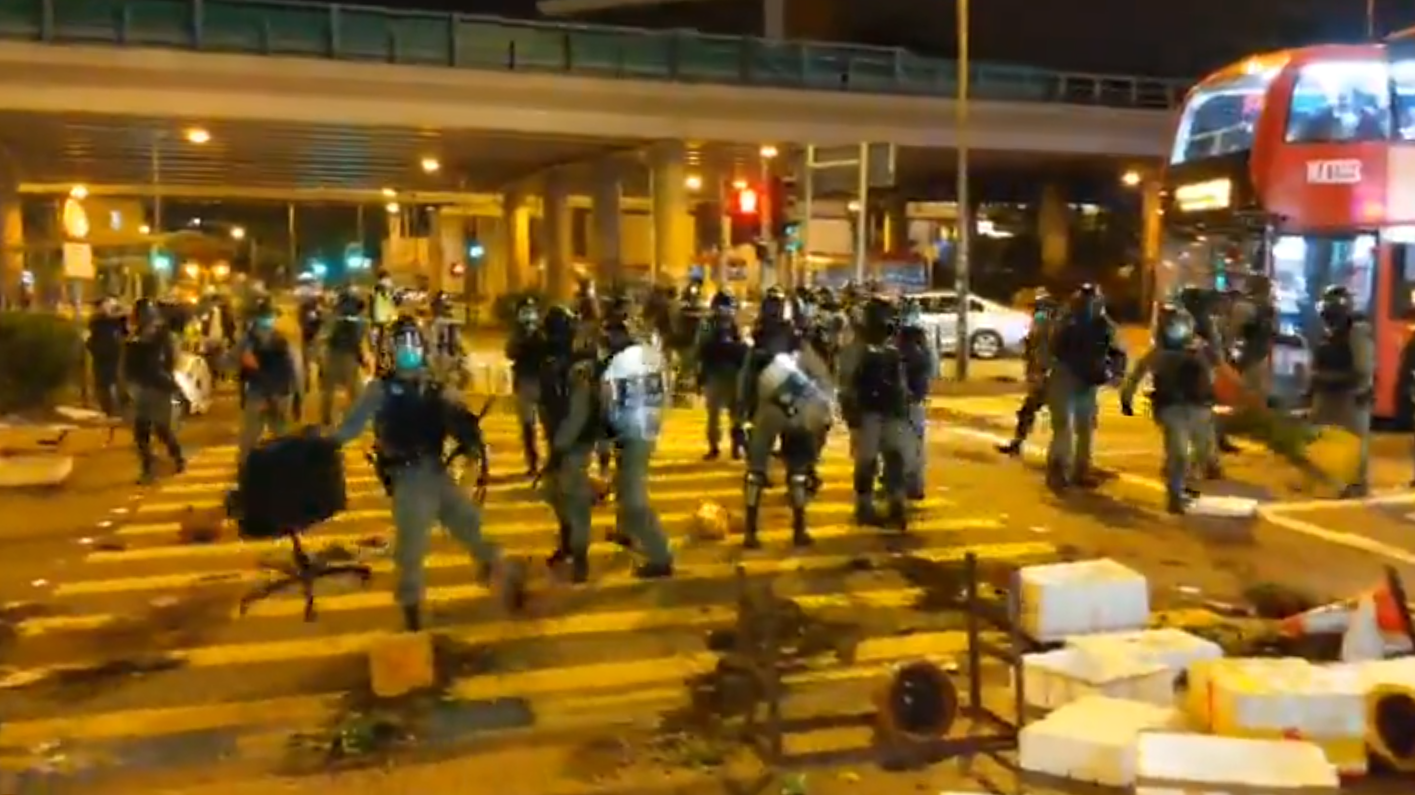
防暴警察到場清走街上雜物
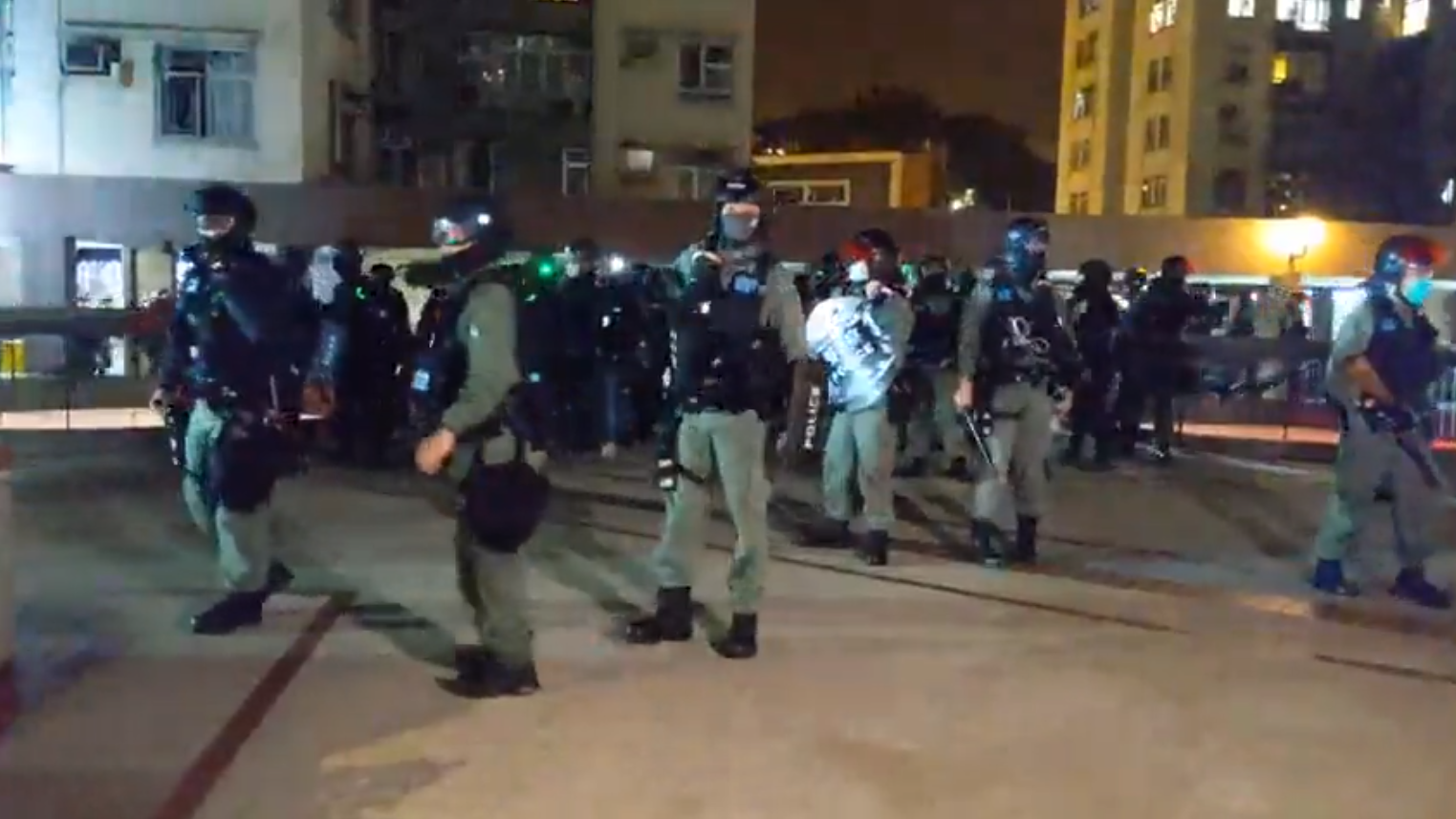
百多名防暴警員在屋苑平台
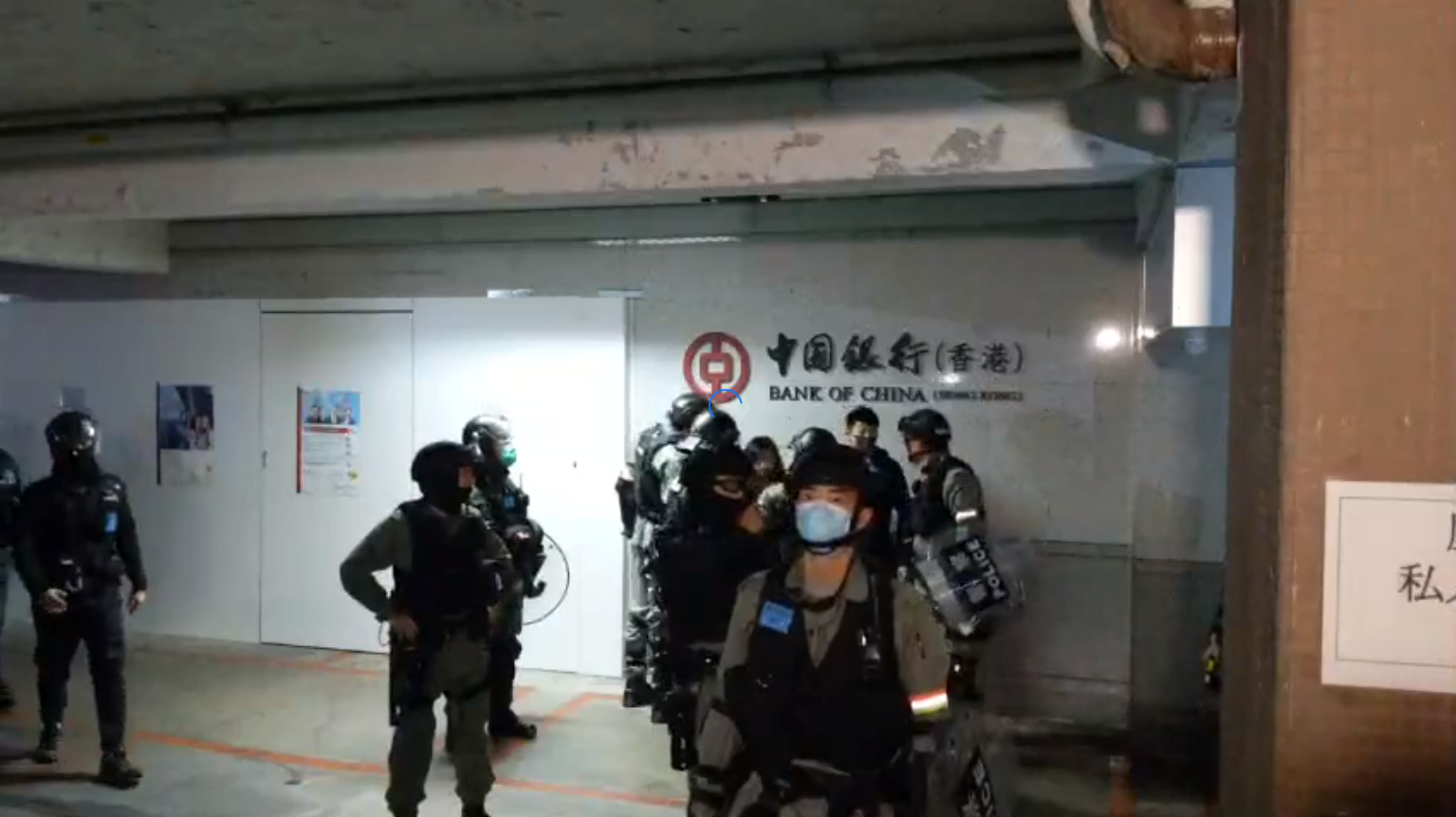
防暴警察截查逗留的人士

凌晨1時前，防暴警再次舉藍旗後立即採取驅散行動，在地面圍捕逗留的市民，深水埗區議會副主席伍月蘭因查詢為何將居民按在地上而被警方帶走。凌晨3時人群散去。
警方表示行動中共拘捕3男2女，年齡介乎22至56歲，涉嫌藏有工具可作非法用途及非法集結。

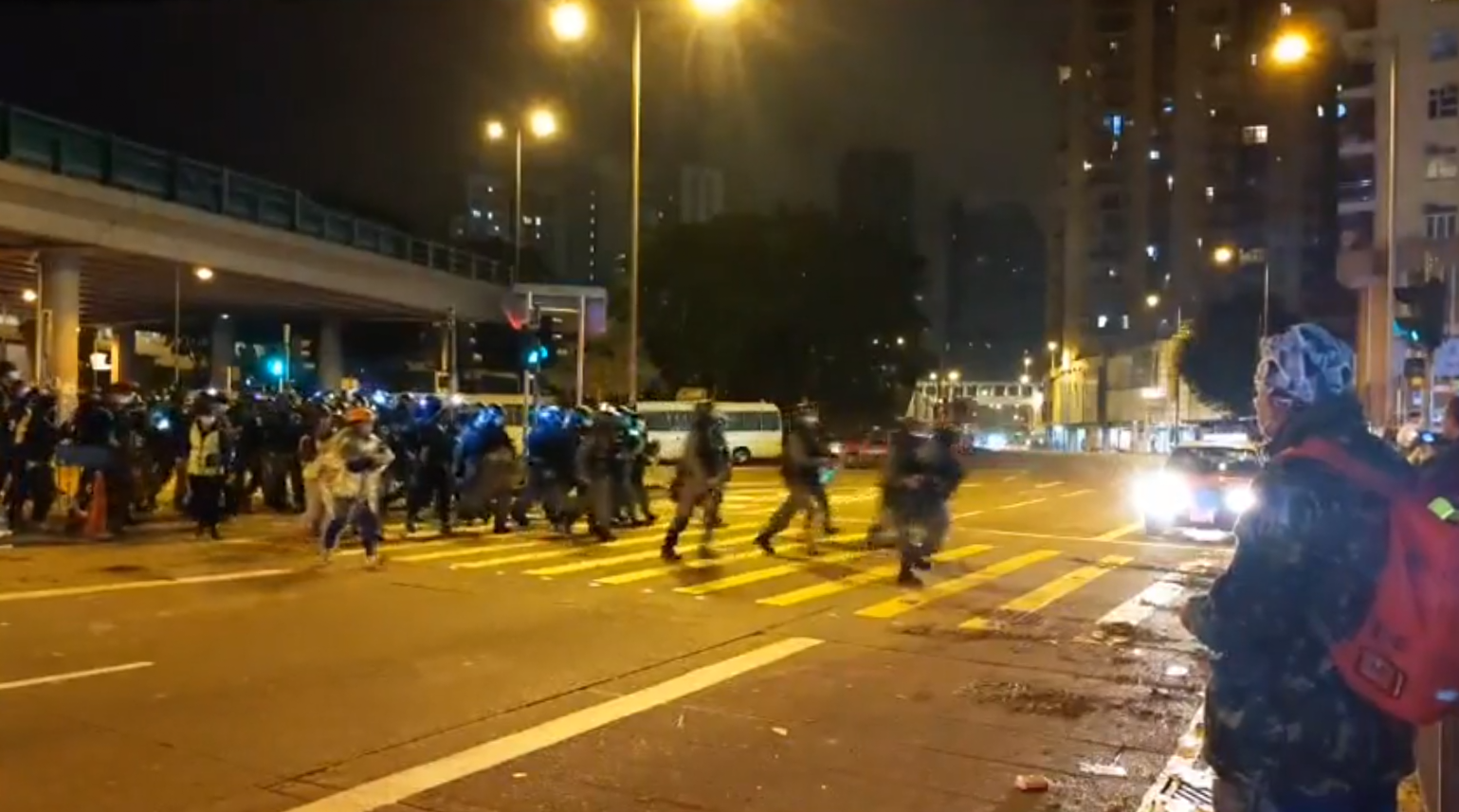
凌晨1時許，大批防暴警察跑上美孚新邨方向
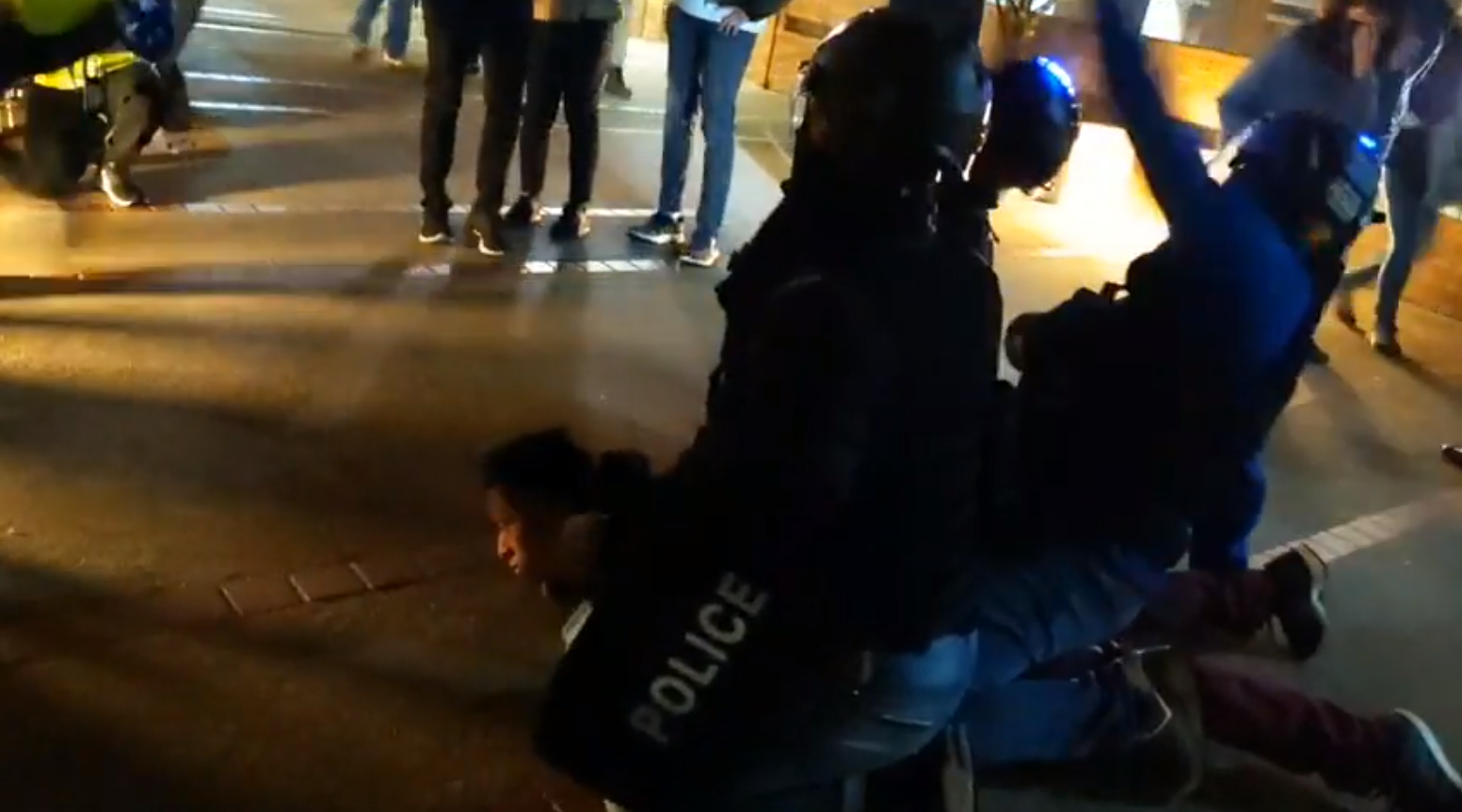
有居民被便衣警員制服在地上
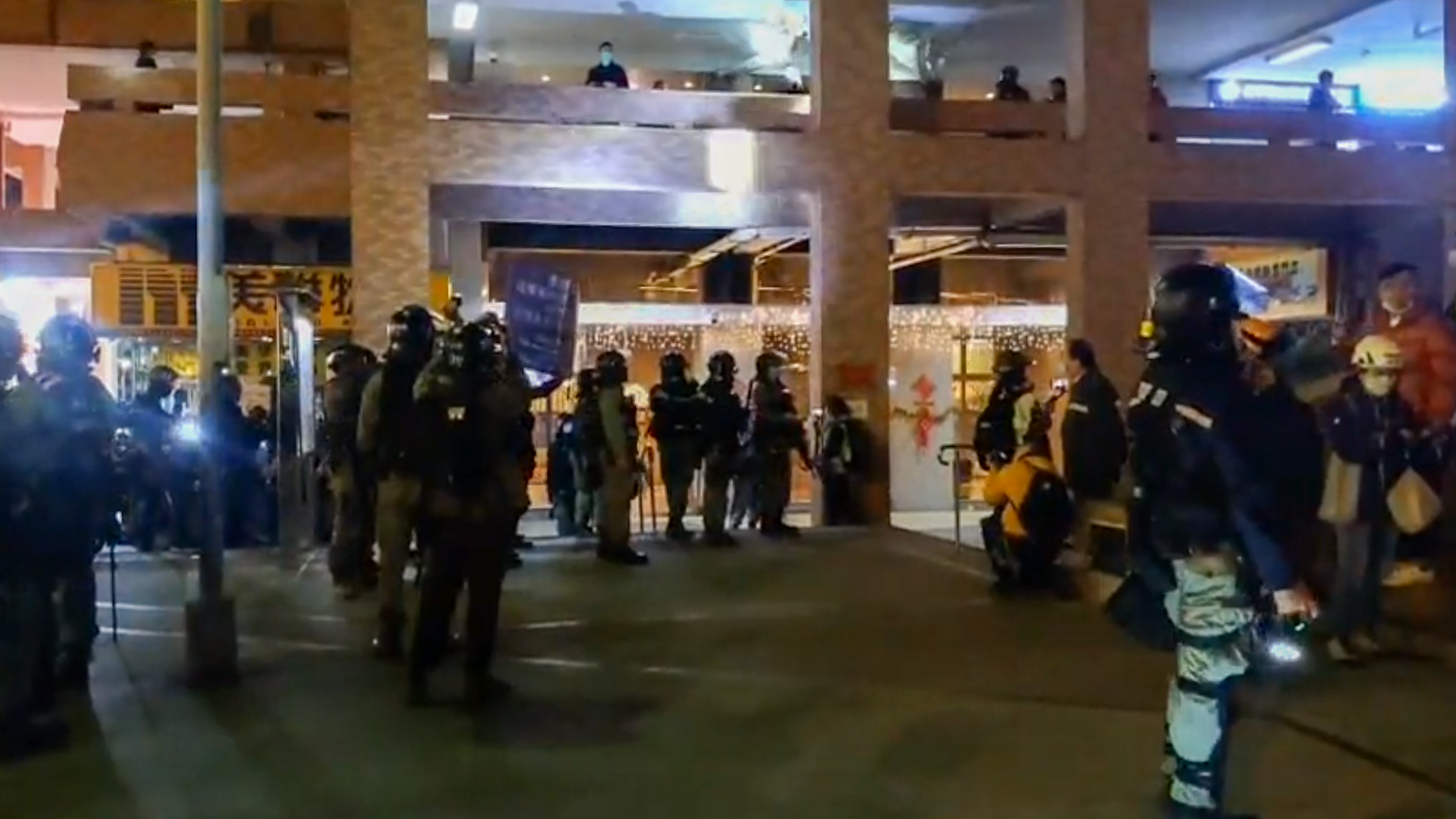
防暴警察向民居範圍舉起藍旗，指屋苑內的居民非法集結，也用射燈照向逗留觀察的市民
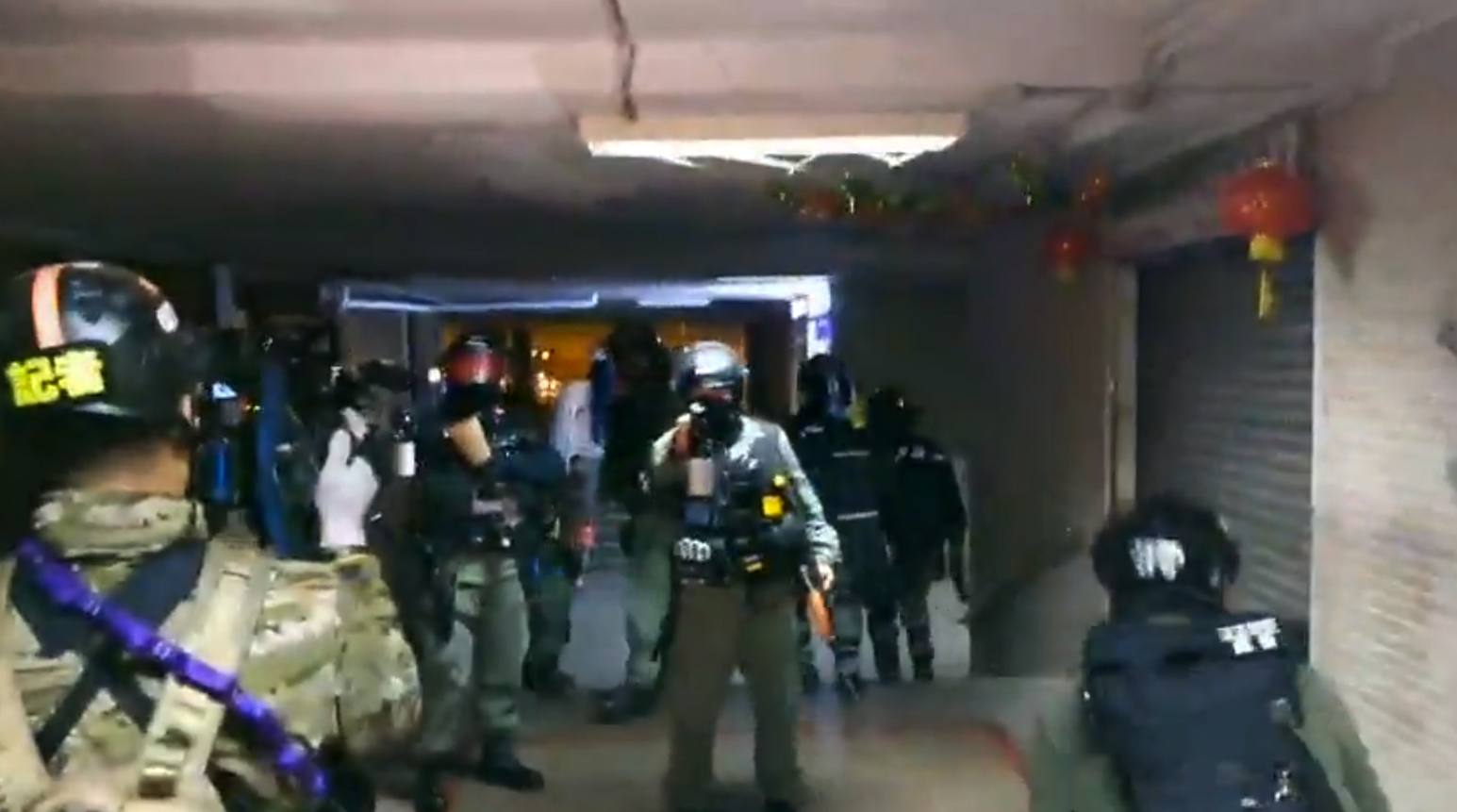
防暴警察向記者舉起胡椒噴劑

### 2日

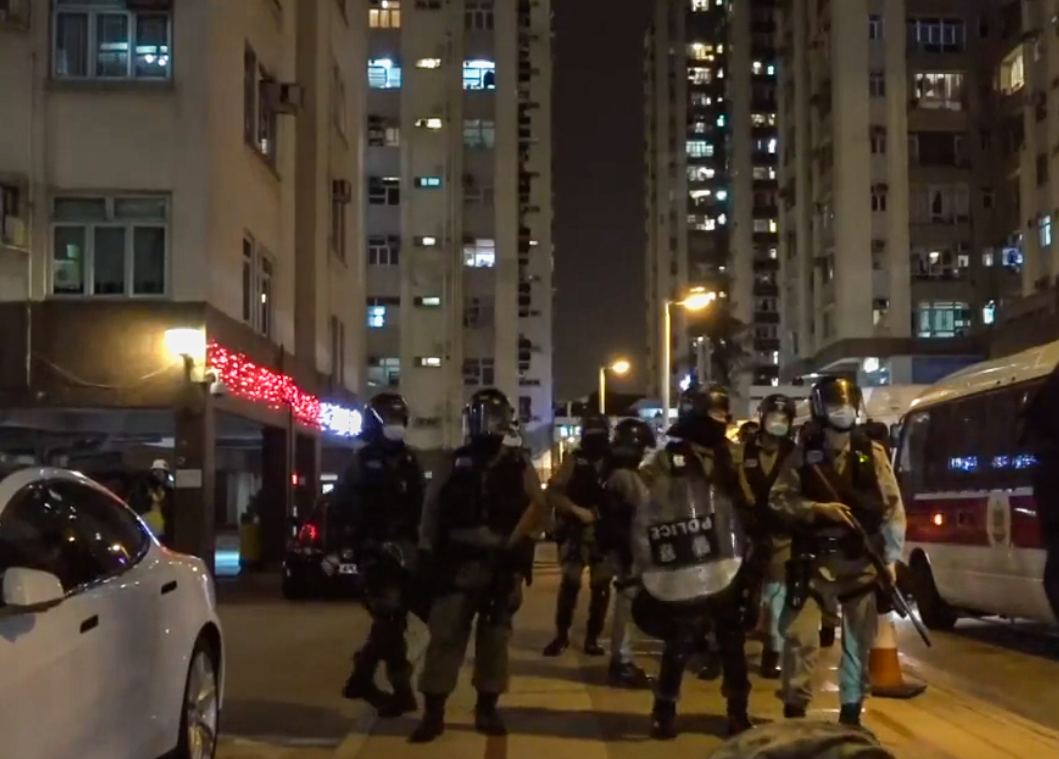
持槍的防暴警員在屋苑範圍內戒備

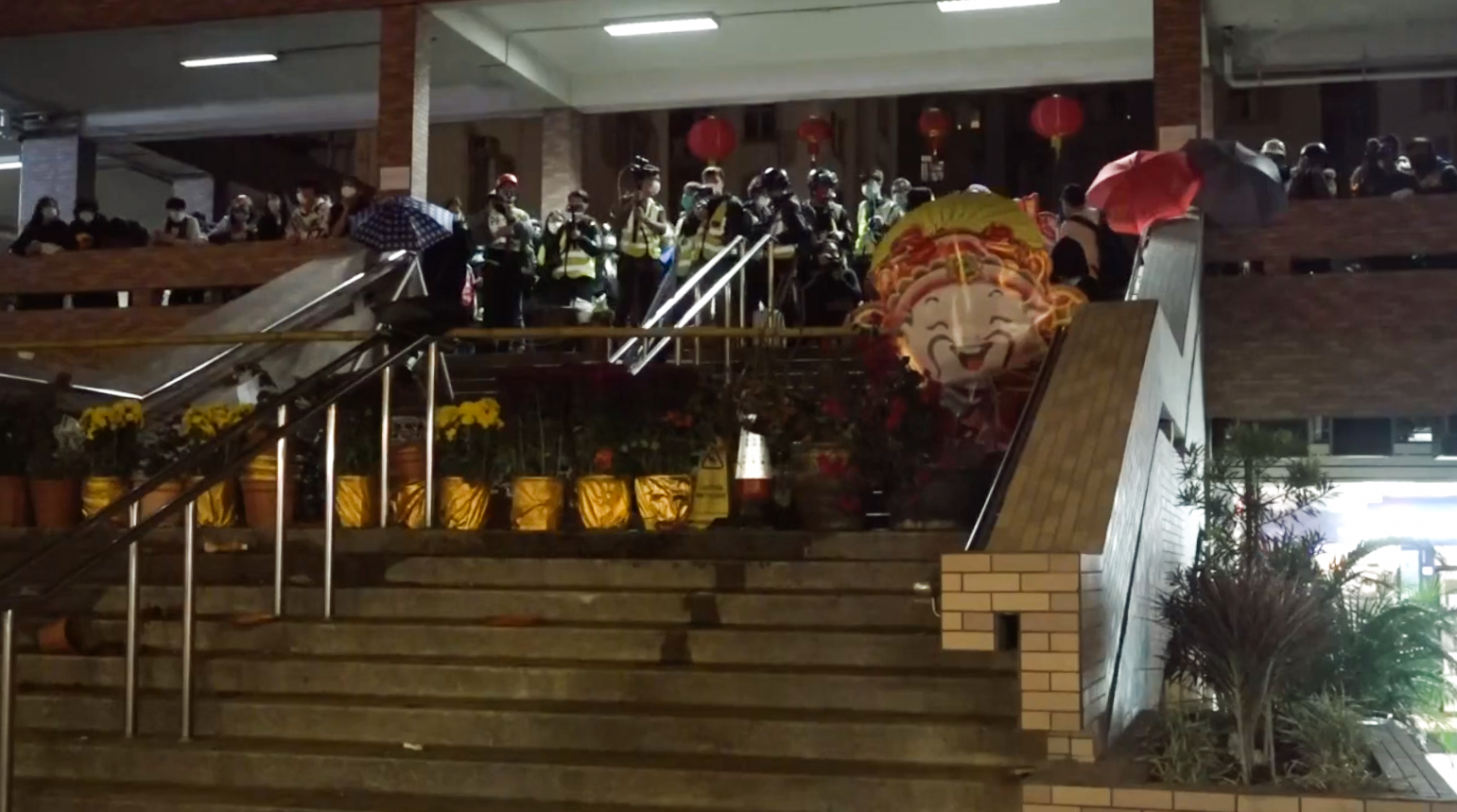
凌晨12時，有市民將屋苑的部份圍欄，新年擺設燈牌和花卉等雜物擺放在屋苑樓梯出入口，阻止警員再次進入屋苑範圍

由於政府沒有回應訴求，約200名居民於2日下午2時半到港鐵美孚站集合，沿清麗苑、荔灣花園、華豐園、華荔邨、美孚新邨及曼克頓山作遊行抗議。
晚上7時許，在葵涌路有人以雜物、垃圾桶等雜物架設路障，並用噴漆塗污巴士玻璃，其後交通一度受阻。大約20名防暴警很快到場清走路障。而街坊繼續屋苑聚集，並在平台貼上「私人屋苑」字眼的紙張。
至晚上約8時半，有人在隔離營對面的巴士總站以雜物堵塞巴士站出入口時，多名便衣警員隨即手持伸縮警棍制服至少4人，一名市民的頭部被打至受傷，需要由警員及急救員包紮傷口，送上救護車離開。而現場留下大灘血跡，繃帶和染血紗布。根據現場有急救員描述，地上血中類似果凍狀的是屬於腦部組織。
同一時間，百多名防暴警員再度闖入美孚新邨屋苑範圍截查街坊，並舉起藍旗。有記者上前拍攝時，被情緒失控的警員用強光電筒恐嚇記者，甚至警告會拘捕記者。到晚上9時25分，有防暴警員一度噴射胡椒噴霧驅散街坊，要求所有人離開。其後警員帶走一名男子，引起在場人士不滿，追問帶走他的原因和要求警員離開。
到晚上10時，警方曾一度收隊，但不足半小時後再返回現場戒備，更一度與在場市民口角。
凌晨12時，有市民將屋苑的部份圍欄，新年擺設燈牌和花卉等雜物擺放在屋苑樓梯出入口，阻止警員再次進入屋苑範圍。過百名居民逗留在屋苑的平台位置，而大批防暴警員在對開馬路戒備。
凌晨1時40分，防暴警察和多名速龍突然衝上美孚新邨平台驅散市民並截查多人，立法會議員譚文豪及油尖旺區議員余德寶在場了解後，防暴警員在1時55分離開。

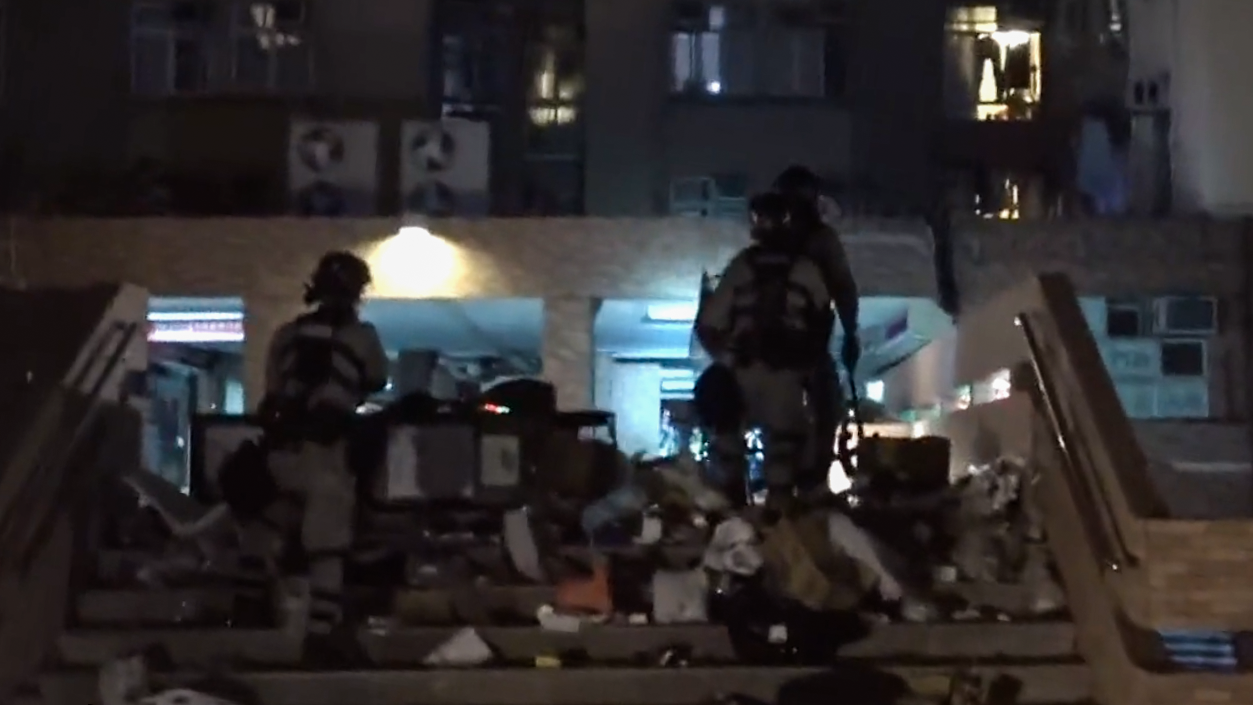
防暴警員闖入美孚新邨屋苑範圍清理路障
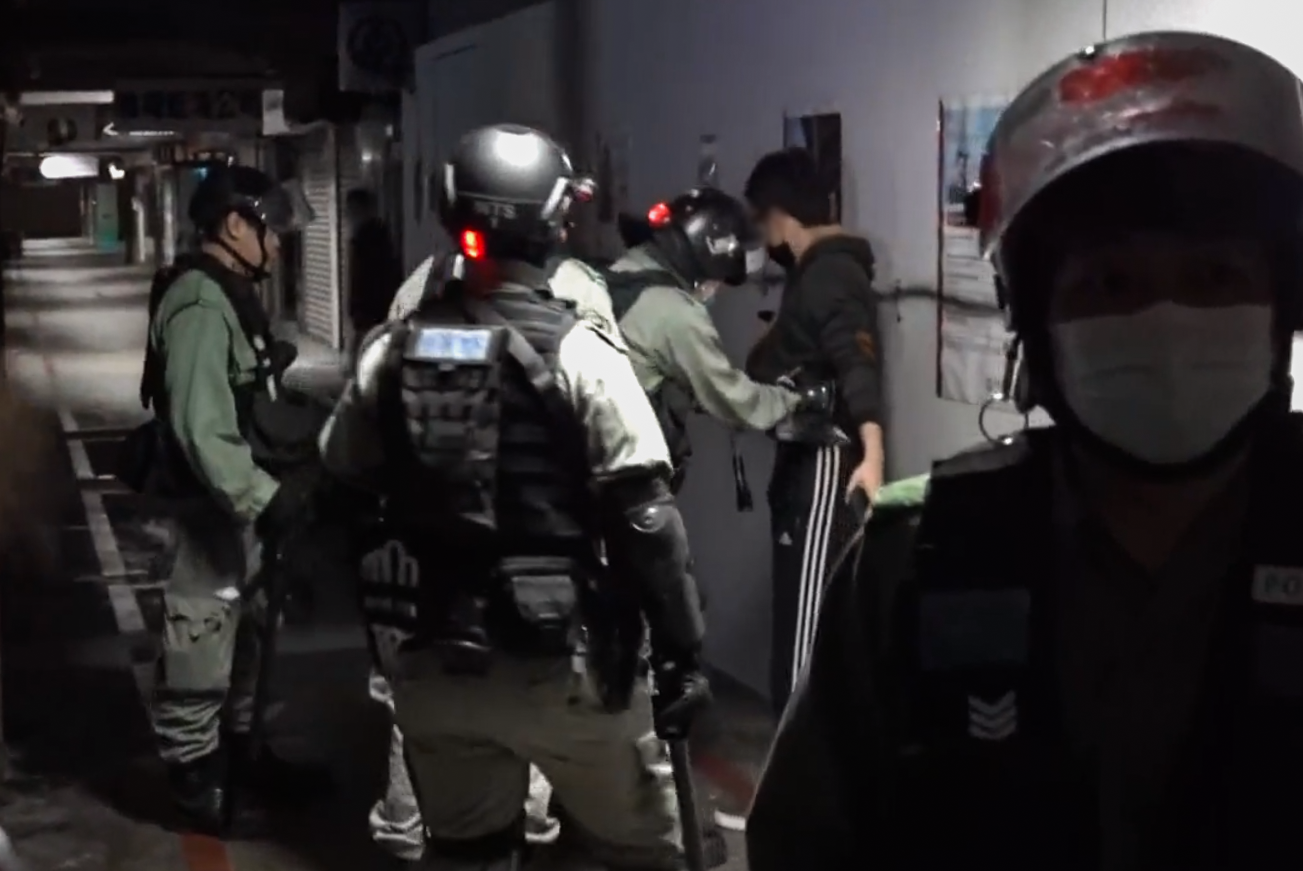
有人在屋苑範圍被警員截查
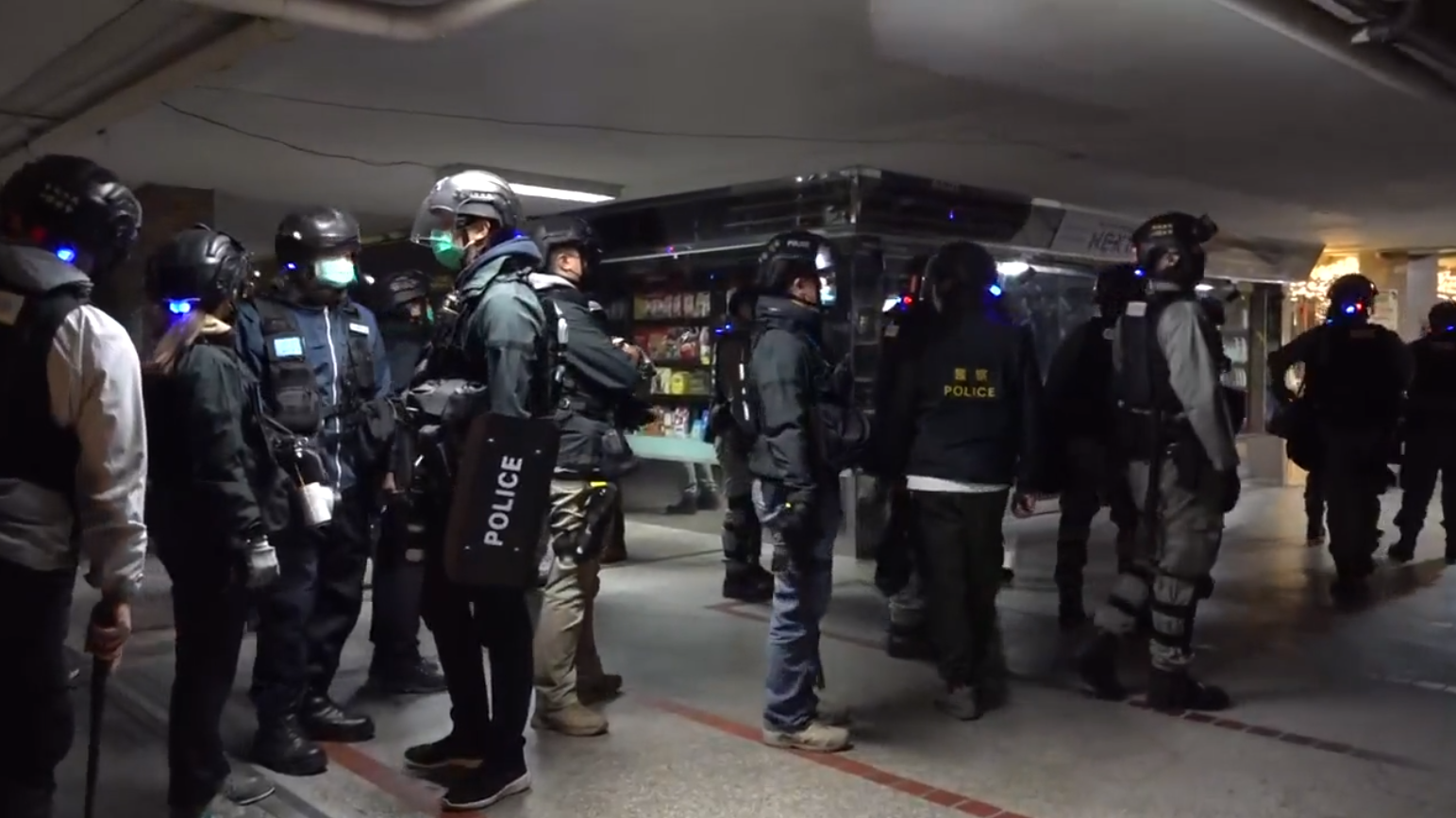
大批警員在屋苑範圍進行搜捕
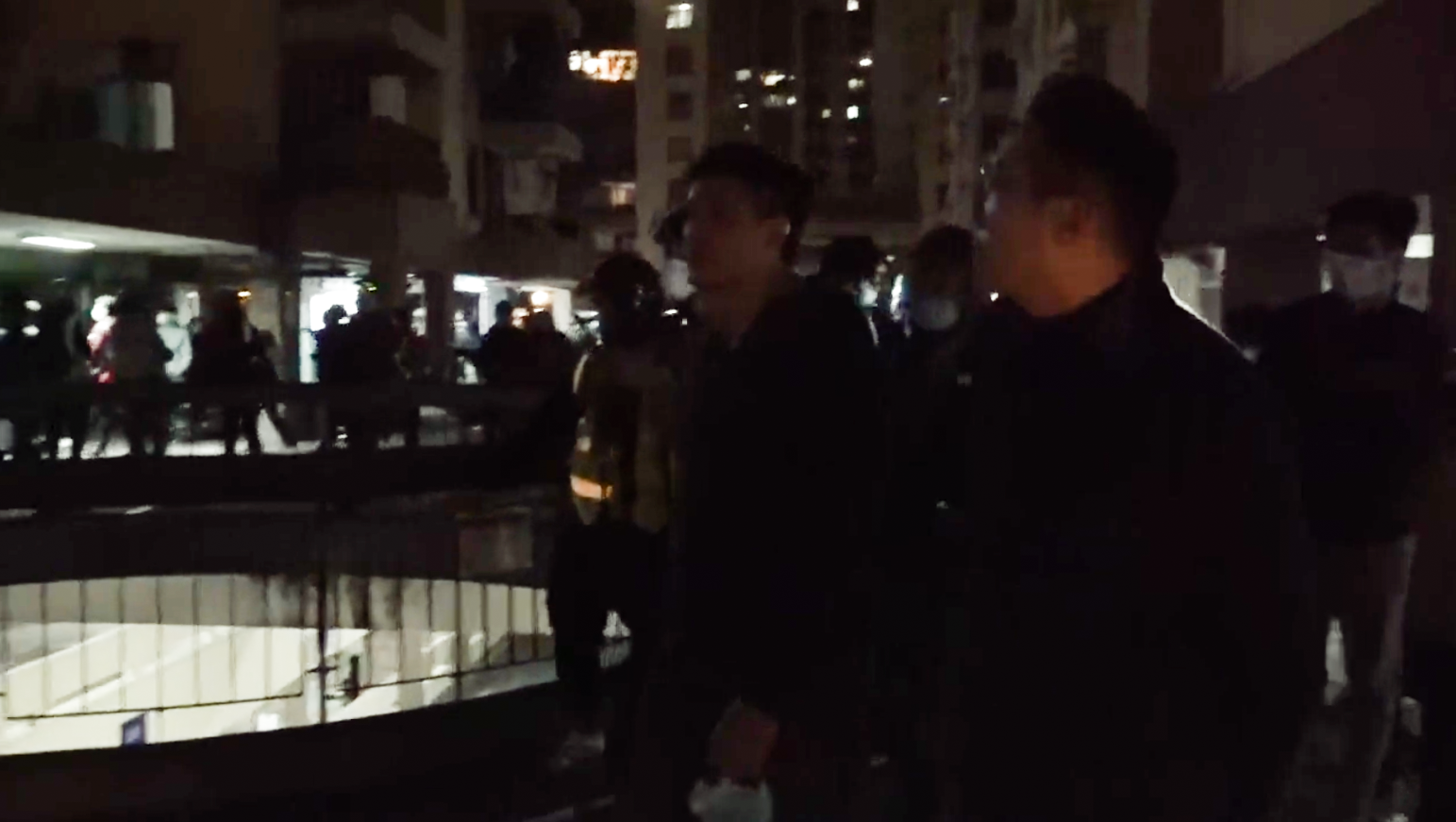
凌晨1時50分，立法會議員譚文豪和楊岳橋在場了解
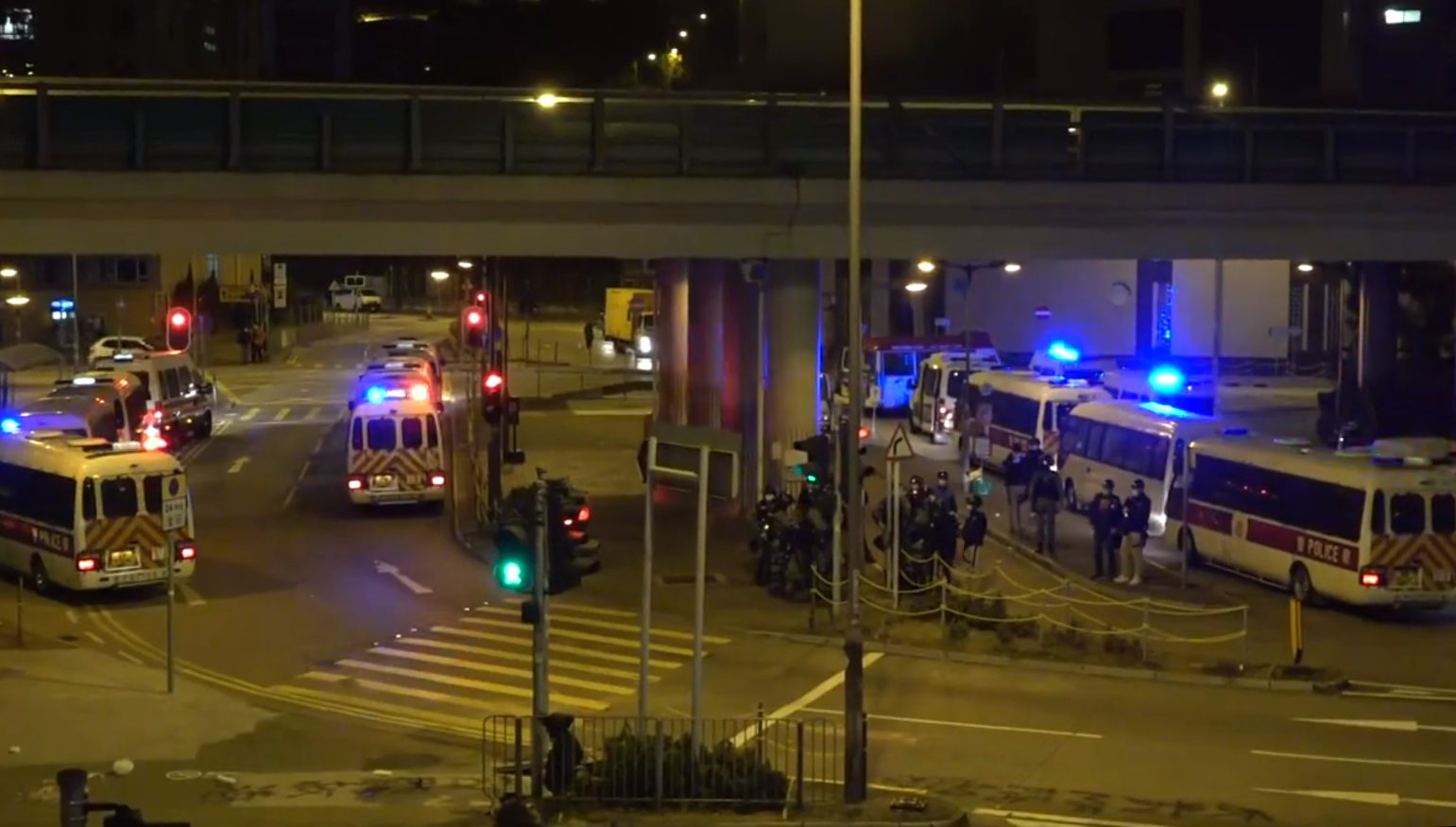
多輛警車繼續戒備

### 6日

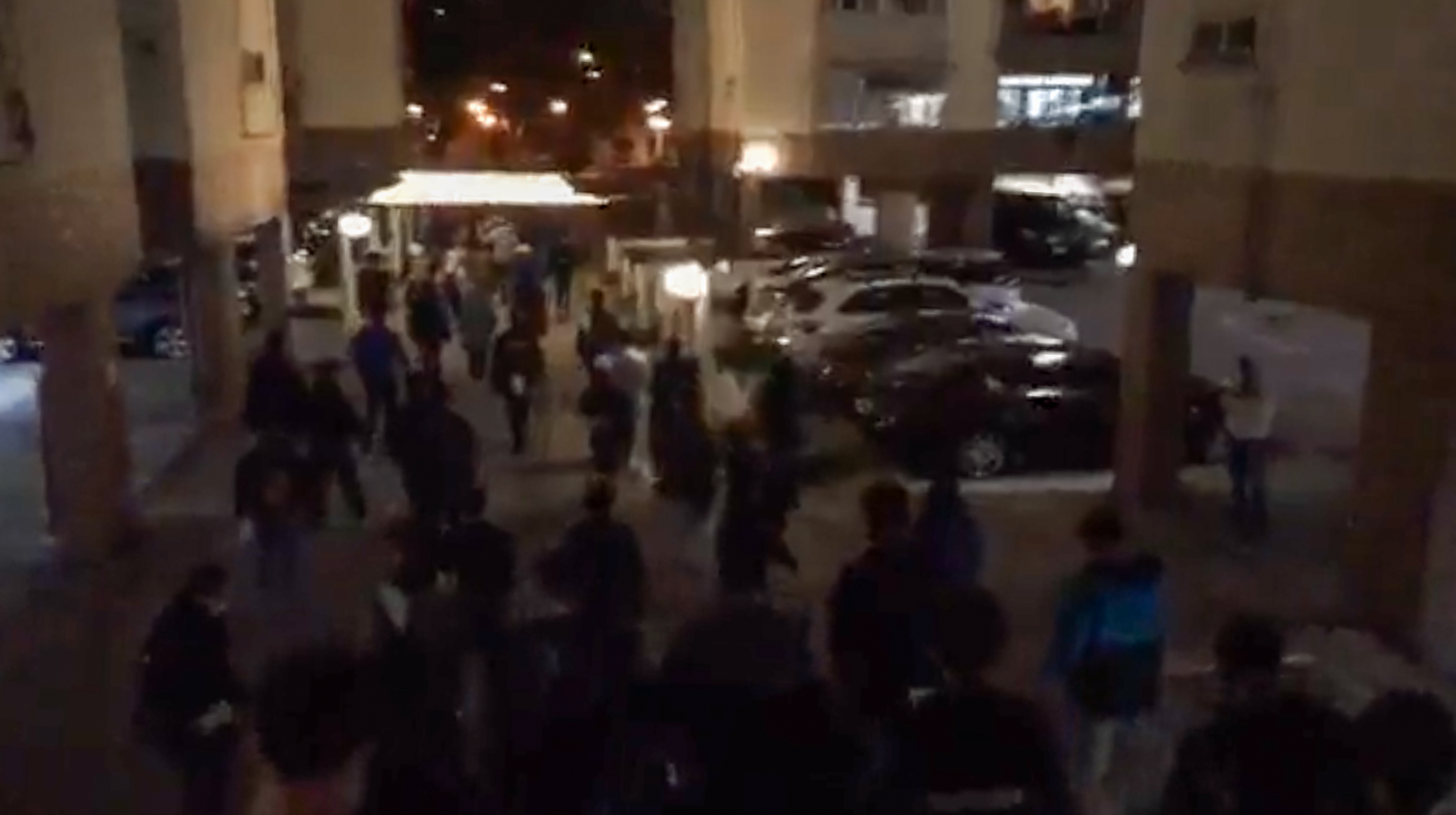
晚上8時許，逾百名市民在美孚新邨一帶遊走

2月6日晚上8時許，逾百名市民在美孚新邨、萬事達商場等一帶遊走，沿途高叫「支持醫護、全面封關」及「反對美孚隔離營」等口號。到晚上9時許，多部警車停泊在美孚巴士總站，之後有數十名防暴警員落車，並多次使用電筒照射在美孚新邨平台聚集的人士。而署理新界南總區指揮官陶輝亦有到場，其後人群散去。

### 8日

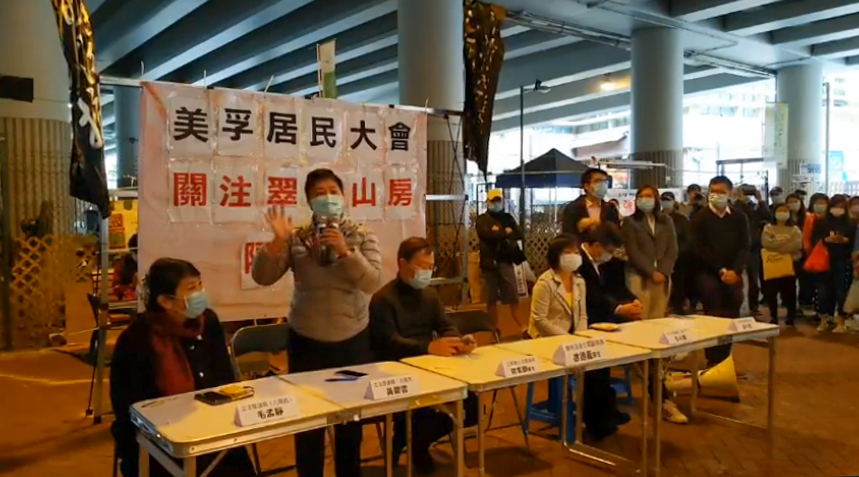
2月8日下午，民主派議員在美孚新邨天橋底舉行居民大會

2月8日下午，民主派議員在美孚新邨天橋底舉行美孚居民大會，有近200市民出席。惟大會原邀請食物及衞生局副局長徐德義和全體美孚新邨業主立案法團主席未有到場。現場市民多次高叫「政府無恥」、「反對市區隔離營」和「瘟疫爆不停」等口號。

## 批評

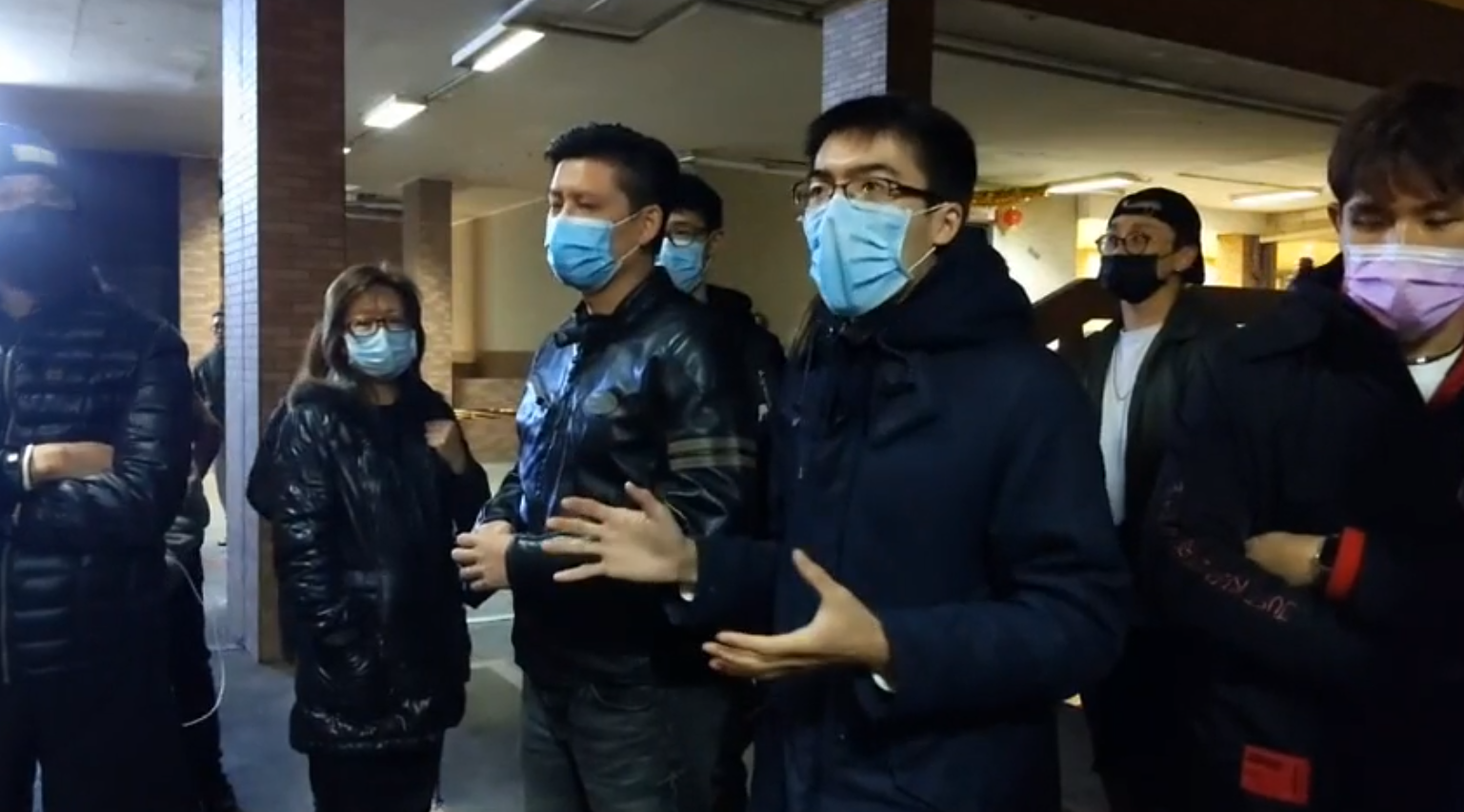
美孚北區議員李俊晞認為，事件中被捕的伍月蘭身處的美孚新邨三期的出口樓梯處為私人屋苑範圍，批評警方破壞私有產權

- 美孚北區議員李俊晞認為，事件中被捕的伍月蘭身處的美孚新邨三期的出口樓梯處為私人屋苑範圍，認為警方在沒有任何人報警和邀請下，無權進入屋苑內執法。他批評警方破壞私有產權。[26]

- 香港大學微生物學系講座教授袁國勇於2月2日出席電台節目時表示，翠雅山房距離民居很遠，並指「看不到有什麼需要擔心，那裏已經位於山上都不滿，這是對科學完全不了解、不認識，或者甚至沒有普通常識的想法」。他續指，每天都有許多人返回香港，並反問「家居隔離就在你居住的大廈是否最好？」[7]袁國勇同時指翠雅山房與民居有很大距離，「作為檢疫中心絕對可以接受，對周邊市民亦安全」，亦呼籲美孚居民不要反對將翠雅山房用作隔離營。[27]

- 區議員伍月蘭因不滿防暴警察衝入屬私人地方的美孚新邨平台而以非法集結罪名被捕。她的右手瘀了、右肘及左臉受傷，她稱她被警員辱罵是「垃圾」，「八婆」和質問「你這種人點解可以做區議員？」（為甚麼你這種人可以當區議員？）她被送往紅磡警署和長沙灣警署超過10小時，之後被帶家居搜屋，至2月2日晚上約7時才獲釋，以500元自簽保釋候查。她表示不會因而退縮，會繼續與街坊「齊上齊落」，爭取政府擱置把翠雅山房改作隔離營。[28][29][30]

- 有網民質疑翠雅山房專門收容警察、周融等親政府人士，裡面入住設備較齊全，而且伙食等待遇比駿洋邨來得好，屬於「高級隔離區」，而設備最老舊的屯門醫院宿舍就是「醫護隔離區」，認為政府厚此薄彼，並且對曾經在2月時罷工的醫護界人員報復。政府則回應指檢疫中心入住準則一視同仁。[31]

## 拘捕及提堂
衝突中至少5人被拘捕，包括公民黨深水埗區議員暨深水埗區議會副主席伍月蘭。其中3名被告，分別32歲的區議員助理、25歲文員及19歲應屆DSE考生被控於2019年2月2日在荔枝角道近美孚巴士站與其他人士聚集，導致公眾地方或交通受阻。其中19歲被告遭警員毆至頭破血流，事後患上創傷後壓力症。
32歲和19歲被告否認堵路控罪。25歲文員及19歲應屆DSE考生否認襲擊警司。經審訊後，裁判官梁嘉琪裁定全部被告罪成，還押至下月18日判刑。辯方為應屆文憑試考生的被告申請保釋，不過裁判官梁嘉琪揚言：「你頭先話俾我聽準備咗好耐吖嘛，都唔爭在一兩日啦。」最終拒絕其保釋申請，只要求懲教署盡量安排他於還柙期間應試。到5月18日，九龍城裁判法院裁判官梁嘉琪判刑時指出無法看到3名被告有任何悔意，認為案發期間堵路的意向明顯，指出即時監禁是唯一合適的刑罰。32歲區議員助理和25歲文員分別判即時監禁5星期和11星期；18歲男生被判入更生中心，但獲准即時保釋等候上訴。到2022年3月23日，高院原訟庭法官張慧玲以警員辨認可信可靠為由和認為被告明顯知悉便衣警身份而駁回他的上訴，須即時進入更生中心服刑。